# Quattro arti
Le quattro arti (四藝T, sìyìP), o le quattro arti del letterato cinese, erano i quattro principali talenti richiesti all'erudito cinese. Esse sono qin (il guqin, uno strumento a corde, 琴), qi (il gioco di strategia del go, 棋), shu (la calligrafia cinese, 書) e hua (la pittura cinese, 畫).

## Origine del concetto
Sebbene i singoli elementi del concetto abbiano una lunghissima storia come attività che si addicono a una persona colta, la più antica fonte scritta che li mette insieme tutti e quattro è il Fashu Yaolu (Compendio di calligrafia) di Zhang Yanyuan, della dinastia Tang.

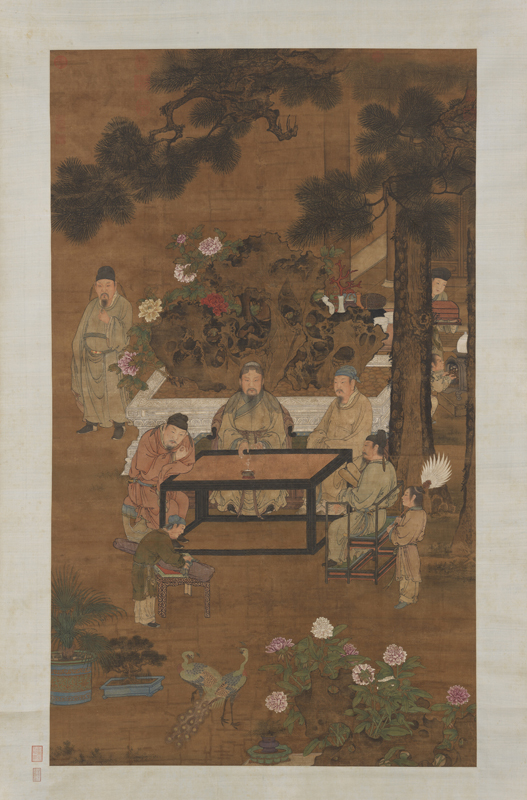
Qin
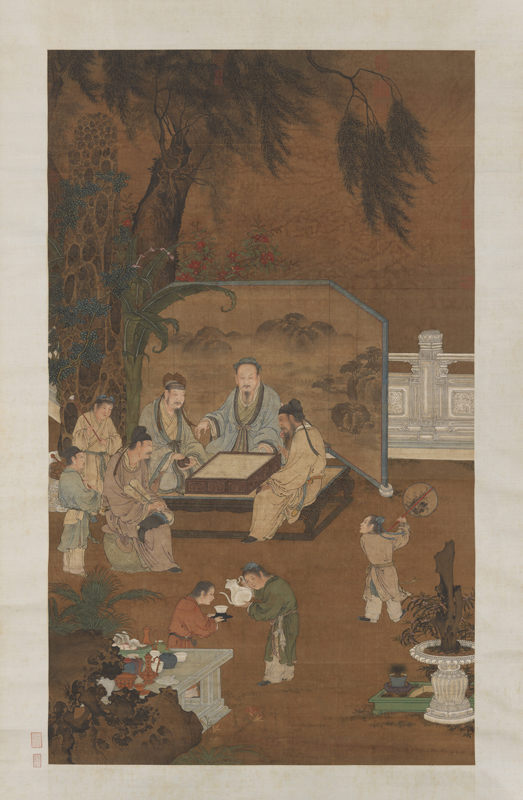
Wéiqí (Go)
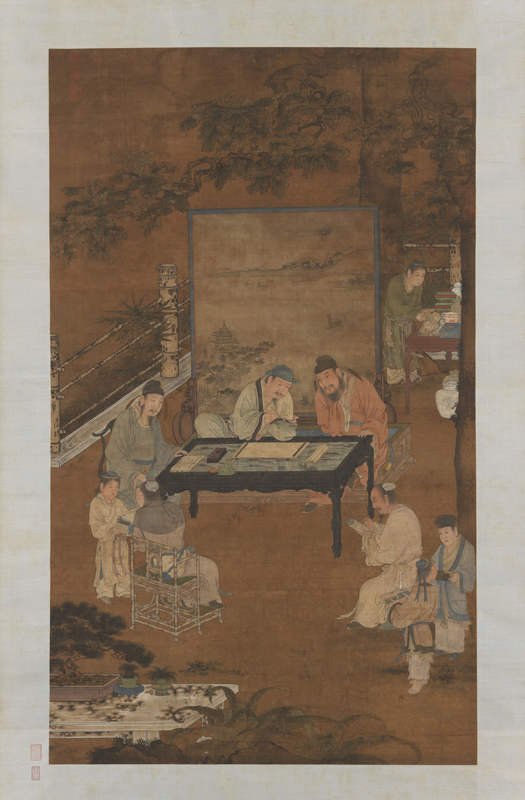
Calligrafia
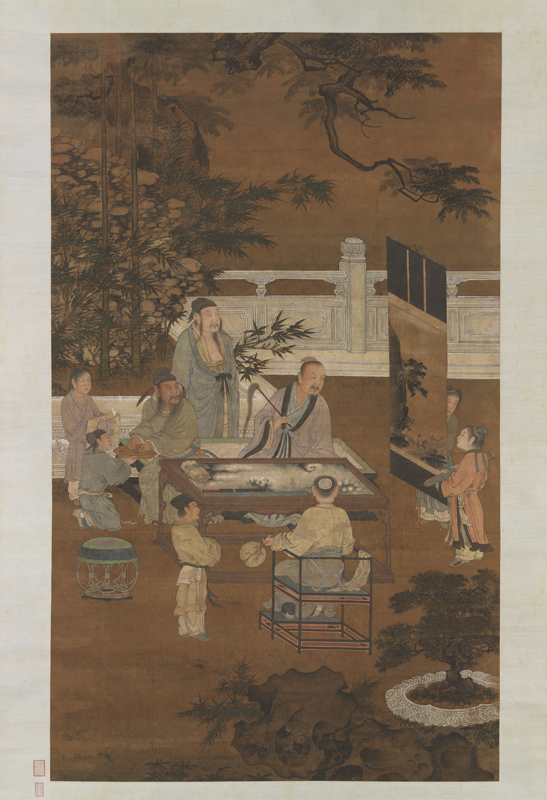
Pittura

## Qín

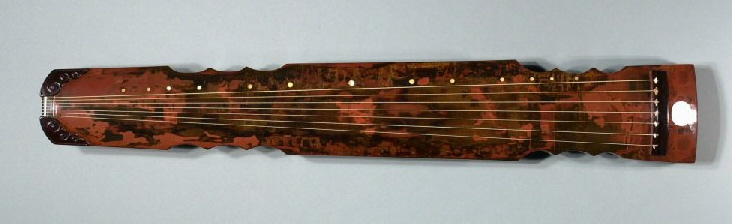
Il guqin

Il qín 琴 è lo strumento musicale dei letterati, il gǔqín. Sebbene esso indicasse esclusivamente questo strumento nei tempi antichi, esso ora è giunto a indicare tutti gli strumenti musicali, ma essenzialmente si riferisce solo al gǔqín considerando il contesto.
Il gǔqín è una cetra a sette corde, che deve la sua invenzione alla società cinese di circa 3.000 anni fa. Durante il regno della Cina imperiale, ci si attendeva che uno studioso sapesse suonare il gǔqín. Il gǔqín era esplorato sia come forma d'arte sia come scienza, e gli studiosi si sforzavano sia di suonarlo bene sia di comporre testi sulla sua manipolazione.  La notazione del gǔqín fu inventata circa 1.500 anni fa, e fino ad oggi non è stata cambiata drasticamente. Alcuni libri contengono pezzi musicali scritti e padroneggiati più di 500 anni fa. Il gǔqín è così influente che si è fatto strada perfino nello spazio: l'astronave Voyager lanciata dagli Stati Uniti nel 1977 conteneva una registrazione su vinile di un pezzo per gǔqín chiamato "Acqua corrente". Il fatto che il nome del gǔqín si scomponga in gu ("old") e qin ("strumento musicale") rivela la grande antichità dello strumento.

## Qí

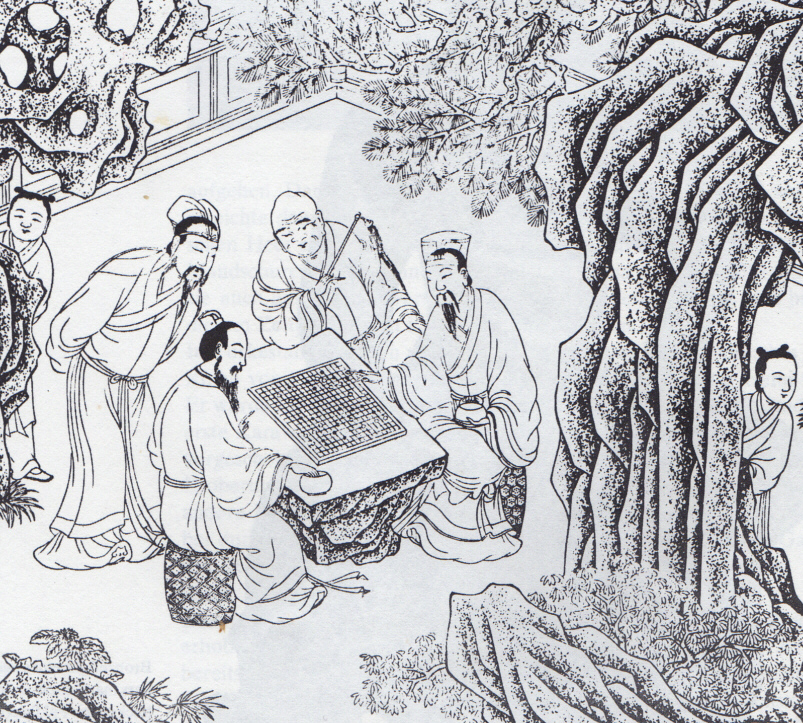
Una stampa di giocatori di wéiqí della dinastia Ming

Il qí 棋 è un gioco da tavolo e una forma d'arte, chiamato oggi wéiqí (圍棋) in cinese (go in Giappone e in Occidente), che significa letteralmente "gioco circostante". Le attuali definizioni del qí coprono un'ampia gamma di giochi da tavolo, e dato che nel cinese classico la parola qí poteva riferirsi anche ad altri giochi, alcuni sostengono che il qí delle quattro arti potrebbe risultare ferirsi allo xiangqi. Tuttavia, lo xiangqi è spesso considerato un "gioco del popolo", mentre il wéiqí era un gioco con connotazioni aristocratiche.
Esistono molte teorie riguardo all'origine del wéiqí nella storia cinese. Una di queste sostiene che fosse un antico strumento per predire la fortuna usato dai cosmologi cinesi per simulare la relazione dell'universo con un individuo. Un'altra teoria suggerisce che il leggendario imperatore Yao lo inventò per illuminare la mente di suo figlio. Certamente il wéiqí aveva cominciato a prendere piede intorno al VI secolo a.C. quando Confucio lo menzionò nei suoi Dialoghi (17:22).
Il wéiqí è un gioco in cui due giocatori si alternano collocando pietre nere e bianche su un tavoliere che consiste in una griglia di 19x19 righe. Le pietre sono piazzate sulle intersezioni della griglia. Una volta collocate sul tavoliere, le pietre non si possono spostare, ma si possono eliminare se una pietra o un gruppo di pietre è circondato su quattro lati da pietre del colore opposto che occupano tutti i punti ortogonalmente adiacenti. I due giocatori collocano alternativamente le pietre finché raggiungono un punto in cui nessuno dei due desidera fare un'altra mossa; il gioco non ha condizioni fisse per terminare al di là di questa. Alla conclusione della partita, si assegnano i punti contando il territorio circondato su ogni lato (lo spazio vioto insieme alle pietre catturate) e il numero di pietre rimaste sul tavoliere per determinare il vincitore. Le partite possono essere vinte anche per abbandono dell'avversario.
Gli antichi testi di wéiqí sono assai apprezzati tra i professionisti moderni del gioco, come si vede sotto nella traduzione di un antico libro di strategia:
(Defu & Tianzhang & Fairbairn, p. 1)

## Shū

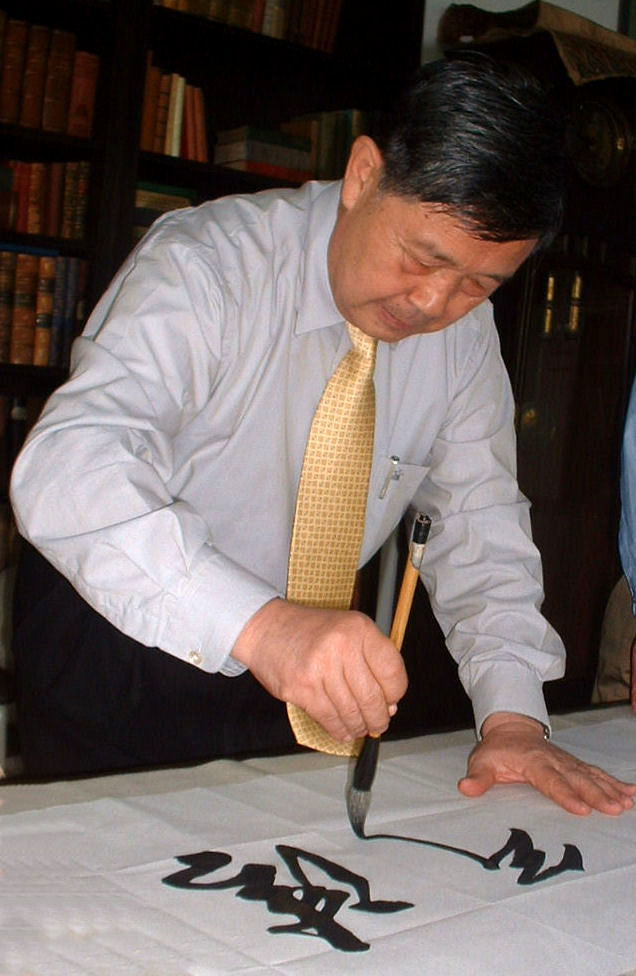
Un calligrafo cinese

Shū 書 si riferisce alla calligrafia cinese, che risale alle origini della storia cinese registrata, essenzialmente fin da quando somo esistiti i caratteri scritti. Si dice che la calligrafia cinese sia un'espressione della natura poetica di chi la pratica, nonché una significativa prova di destrezza manuale. La calligrafia cinese si è evoluta per migliaia di anni, e questo stato di fluttuazione si è arrestato solo quando i caratteristici cinesi furono unificati in tutto l'impero. La calligrafia cinese differisce dalla scrittura calligrafica occidentale nel senso che era fatta con un pennello invece che con arnesi metallici o un calamo. La calligrafia era l'arte mediante la quale uno studioso poteva comporre i suoi pensieri perché fossero immortalati. Era il mezzo dello studioso per creare una poesia espressiva e condividere la sua erudizione.
Anche il processo calligrafico è strutturato nello stesso modo del wéiqí. Un insieme minimalista di regole trasferisce un sistema di incredibile complessità e grandiosità. Ogni carattere degli alfabeti cinesi è costruito in una foggia uniforme assegnandogli un'area geometrica nella quale deve essere presente. Solo tre forme si usano nella creazione del carattere, che sono il quadrato, il triangolo e il cerchio. Ogni carattere ha un numero fisso di pennellate, nessuna delle quali può essere aggiunta o tolta al carattere per evidenziarlo visivamente, per timore che si perda il significato. Infine, non è richiesta una rigida regolarità, che significa che le pennellate possono essere accentuate per l'effetto drammatico o lo stile individuale. La calligrafia era il mezzo mediante il quale gli studiosi potevano segnare i loro pensieri e insegnamenti per l'immortalità e, come tale, rappresenta alcuni dei tesori più preziosi che si possano trovare dall'antica Cina.
(Clunas, p. 135)

## Huà

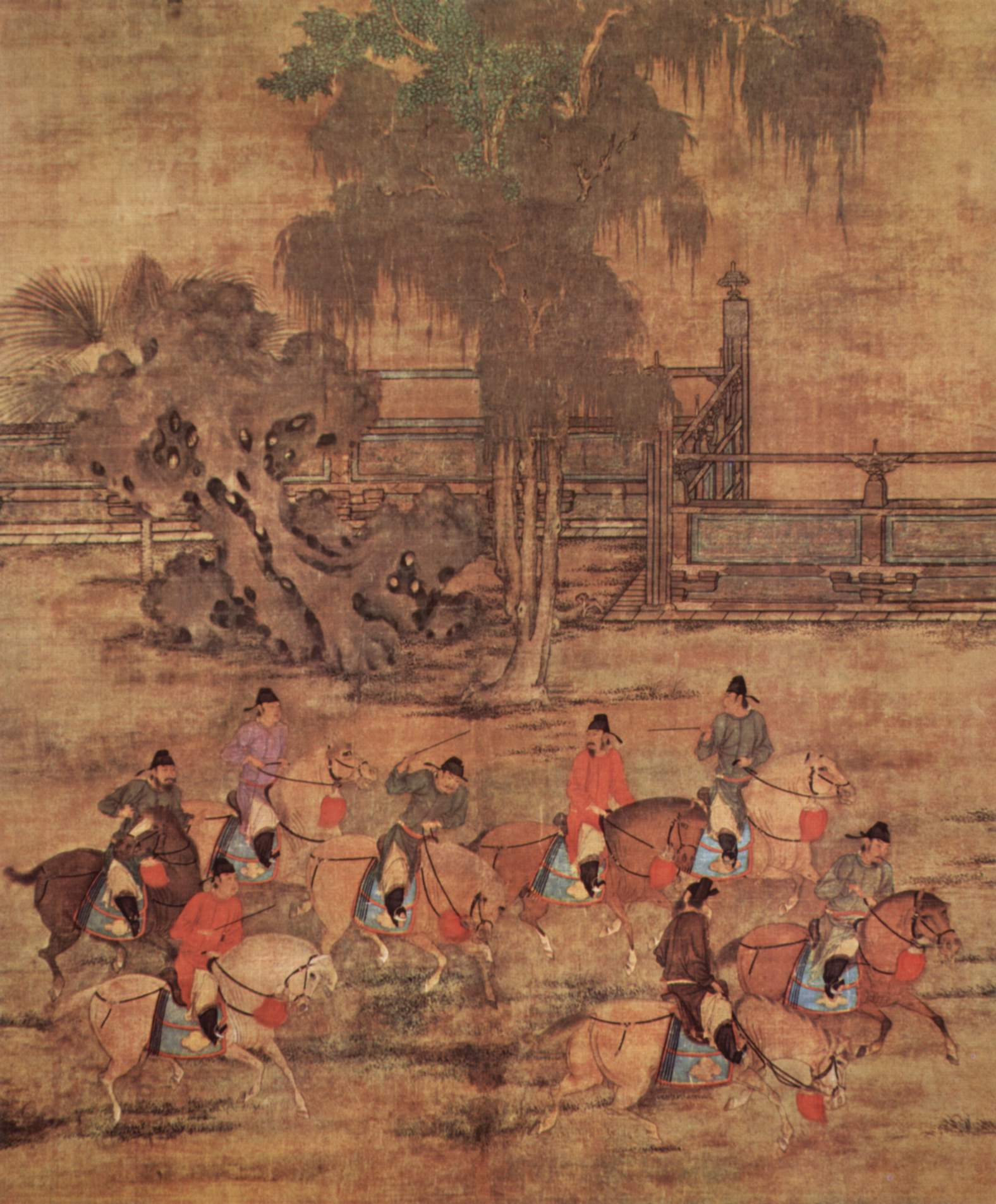
Otto cavalieri in primavera, di Zhao Yan, X secolo, periodo delle Cinque Dinastie e dei Dieci Regni

Huà 畫 si riferisce alla pittura cinese. La pittura con il pennello è l'ultima delle arti che ci aspetta che uno studioso apprenda, ed è presumibilmente la più grande misura della creatività individuale. Attraverso la pittura un nobile cinese un nobile cinese dimostrava il suo dominio sull'arte della linea. Spesso i dipinti cinesi venivano prodotti su un foglio di semplice carta di riso o di seta usando niente altro che inchiostro e un unico pennello. Questi dipinti erano fatti per dimostrare il potere di un'unica linea, e in essi si rifletteva un'abilità che apprezzava le pennellare intenzionali e calcolate rispetto all'erratica creazione istintiva. In un dipinto cinese si rifletteva l'abilità dell'artista di valutare la propria immaginazione e di registrarla chiaramente e concisamente. La pittura cinese può essere fatta risalire ancora più lontano della calligrafia. Alcuni esempi risalgono ai dipinti decorativi che adornavano le ceramiche neolitiche. Per aggiungere qualità tonale ai dipinti gli artisti spesso dipingevano porzioni del soggetto, poi ricoprivano la tela di un lieve strato di colore prima di continuare. Questo consentiva di ottenere bei paesaggi e raffigurazioni dei rituali. La pittura era l'arte mediante la quale uno studioso poteva distinguersi dagli altri e farsi un nome.
(Tregear, p. 168)